# OU-533
La OU-533, es una carretera autonómica perteneciente a la Red Primaria Básica de la Junta de Galicia. Discurre íntegramente por la provincia de Orense uniendo Rúa con La Gudiña (N-525).

## Recorrido
El trazado de la OU-533 comienza en Rúa y transcurre en dirección sur, por diversas localidades orensanas como Viana del Bollo hasta llegar a su fin en La Gudiña.
| Localidad       | Enlaces/salidas                                                                              | Carretera que enlaza |
| --------------- | -------------------------------------------------------------------------------------------- | -------------------- |
| La Gudiña       | La Gudiña                                                                                    | N-525 A-52           |
| PK. 2           | Bouza/Pexeiros                                                                               | OU-0904              |
| PK. 9           | O Castro                                                                                     |                      |
| PK. 10          | Pradocabalos/Bembibre/Fradelo                                                                |                      |
| PK. 13          | Seoane de Abaixo/Seoane de Arriba                                                            |                      |
| PK. 14          | /Caldesiños                                                                                  |                      |
| San Cipriano    | San Cipriano                                                                                 |                      |
| PK. 18          | Pinza/Mosexos/Vilardemilo/Vilaseco da Serra                                                  | OU-0903              |
| Viana del Bollo | Piscina Municipal                                                                            |                      |
| Viana del Bollo | Vilariño de Conso                                                                            | OU-0908              |
| Viana del Bollo |                                                                                              |                      |
| Viana del Bollo | / Pabellón Municipal / Casa de la Cultura / Guardia Civil                                    |                      |
| Viana del Bollo | Praza Maior /Casa do Concello-Ayuntamiento/ Juzgado / Castillo-Castelo / Museo etnográfico / |                      |
| Viana del Bollo | Centro de Salud / Estación de autobuses                                                      |                      |
| Viana del Bollo | Encoro do Bibei /Penouta- Mina de Penouta /San Agostiño                                      | OU-0901              |
| Viana del Bollo | IES Carlos Casares / Campo Municipal de futbol                                               |                      |
| Viana del Bollo |                                                                                              |                      |
| Viana del Bollo | Edroso                                                                                       |                      |
| Mourisca        | Mourisca                                                                                     |                      |
| Mourisca        | Campo de Gonza                                                                               | OU-0951              |
| San Mamede      | San Mamede                                                                                   |                      |
|                 | Covelo/Fornelos                                                                              |                      |
|                 | La Vega-Jares/ Encoro de Prada                                                               | OU-CV-2              |
| El Bollo        | El Bollo                                                                                     |                      |
|                 | Alto de Covelo                                                                               |                      |
|                 | Regueira                                                                                     |                      |
|                 | Celeiros                                                                                     |                      |
| Cambela         | Cambela                                                                                      |                      |
| Cambela         | Tuxe/Buxan \| Chao de Castro/Vilaseco                                                        | OU-0805              |
| Cambela         | Manzaneda/Raigada/ Encoro do Bao                                                             | OU-CV-108            |
| PK. 34          |                                                                                              |                      |
|                 | Santuario das Ermidas                                                                        | OU-0751              |
| Santa Cruz      | Santa Cruz                                                                                   |                      |
| Lentellais      | Lentellais                                                                                   |                      |
| Lentellais      |                                                                                              |                      |
| Lentellais      | El Bollo/ Torre-Castelo del Bollo                                                            | OU-0806              |
| Outar de Pregos | Outar de pregos                                                                              |                      |
| Outar de Pregos | Celavente/Prada                                                                              |                      |
|                 | Portomourisco                                                                                | OU-134               |
|                 | Chandoiro                                                                                    |                      |
|                 | A Portela/portomourisco                                                                      |                      |
|                 | Freixido /Puebla de Trives                                                                   | OU-636               |
|                 | Larouco/Freixido /Puebla de Trives                                                           | OU-636               |
|                 | Seadur                                                                                       |                      |
| Petín           | Petín                                                                                        |                      |
| Petín           | Petín / Carballal                                                                            |                      |
| Rúa             | Rúa                                                                                          |                      |
|                 | Rúa/ N-120 Ponferrada - Orense                                                               | OU-603 N-120         |